# Wilhelm Schneider (Mediziner)
Wilhelm Schneider (* 22. Mai 1910 in Braunfels; † 3. Dezember 2003 in Bayreuth) war ein deutscher Dermatologe.

## Leben
Schneider absolvierte nach dem Abitur zunächst ein Studium der Medizin an den Universitäten Kiel und Marburg, daran anschließend eine Facharztweiterbildung an der Universitäts-Hautklinik in Gießen. Daneben schloss er eine Ausbildung in physiologischer Chemie ab. In der Folge trat er 1938 eine Assistentenstelle unter Wilhelm Engelhardt an der Universität Tübingen an. Nach einem dreijährigen Kriegseinsatz war er dort von 1942 bis 1952 als Oberarzt unter Heinrich Gottron tätig. Zusätzlich wurde er 1943 als Dozent für Haut- und Geschlechtskrankheiten sowie 1949 als Apl. Professor eingesetzt.
Nachdem Schneider zwischen 1952 und 1961 die Stelle des Ärztlichen Direktors der Städtischen Hautklinik Augsburg ausfüllte, übernahm er in der Nachfolge von Heinrich Gottron den Lehrstuhl für Dermatologie und Venerologie an der Universität Tübingen, den er bis zu seiner Emeritierung 1978 innehatte. Dazu wirkte Schneider von 1970 bis 1978 als Präsident der Deutschen Gesellschaft für Phlebologie und Proktologie, zu deren Ehrenpräsidenten er später gewählt wurde, viele Jahre als Vizepräsident der Union Internationale de Phlébologie (UIP) sowie vier Jahre als Präsident der Deutschen Dermatologischen Gesellschaft (DDG).

## Wirken
Schneider, der als Spezialist für Hautschutz, Berufsdermatosen und Kosmetik galt, beschäftigte sich in seiner wissenschaftlichen und ärztlichen Tätigkeit einerseits mit der naturwissenschaftlich-funktionellen Betrachtung physiologischer und pathologischer Hauterscheinungen andererseits mit dem Gebiet der Angiologie.
Im Jahr 1965 gab er die 9. Auflage vom Lehrbuch der Haut- und Geschlechtskrankheiten von Walther Schönfeld heraus. Mit Herbert Fischer veröffentlichte er 1969 die 4. Auflage von Die chronisch venöse Insuffizienz.

## Auszeichnungen
Schneider wurde unter anderem 1979 mit der Paracelsus-Medaille, der Albert-Schweitzer-Medaille und dem Bundesverdienstkreuz I. Klasse ausgezeichnet.
Schneider war Mitglied der Turnerschaften iCC Schaumburgia Marburg und Hohenstaufia Tübingen.